# Liga del Fútbol Profesional Boliviano 1985
La Liga del Fútbol Profesional Boliviano 1985 è stata la 9ª edizione della massima serie calcistica della Bolivia, ed è stata vinta dal Bolívar.

## Formula
Il campionato si disputa con il girone unico; le prime otto passando alla seconda fase, da cui quattro squadre si qualificano poi alle semifinali.

## Prima fase
| Pos. | Squadra             | Pt | G  | V  | N  | P  | GF | GS | DR  |
| ---- | ------------------- | -- | -- | -- | -- | -- | -- | -- | --- |
| 1.   | Wilstermann         | 43 | 28 | 20 | 3  | 5  | 57 | 17 | +40 |
| 2.   | The Strongest       | 41 | 28 | 19 | 3  | 6  | 70 | 37 | +33 |
| 3.   | Destroyers          | 37 | 28 | 15 | 7  | 6  | 43 | 20 | +23 |
| 4.   | Real Santa Cruz     | 35 | 28 | 13 | 9  | 6  | 55 | 33 | +22 |
| 5.   | Oriente Petrolero   | 34 | 28 | 15 | 4  | 9  | 69 | 29 | +40 |
| 6.   | Blooming            | 31 | 28 | 12 | 7  | 9  | 59 | 43 | +16 |
| 7.   | Bolívar             | 30 | 28 | 12 | 6  | 10 | 56 | 30 | +26 |
| 8.   | Petrolero           | 29 | 28 | 13 | 3  | 12 | 44 | 41 | +3  |
| 8.   | Aurora              | 29 | 28 | 11 | 7  | 10 | 52 | 52 | 0   |
| 10.  | Chaco Petrolero     | 25 | 28 | 9  | 7  | 12 | 37 | 46 | -9  |
| 11.  | San José            | 20 | 28 | 5  | 10 | 13 | 24 | 55 | -31 |
| 11.  | Wilstermann Coop.   | 20 | 28 | 7  | 6  | 15 | 28 | 55 | -27 |
| 13.  | Ciclón              | 19 | 28 | 4  | 11 | 13 | 27 | 54 | -27 |
| 14.  | Deportivo Municipal | 15 | 28 | 6  | 3  | 19 | 22 | 76 | -54 |
| 15.  | Magisterio Rural    | 12 | 28 | 3  | 6  | 19 | 17 | 72 | -55 |

## Seconda fase

### Serie A
| Pos. | Squadra           | Pt | G | V | N | P | GF | GS | DR |
| ---- | ----------------- | -- | - | - | - | - | -- | -- | -- |
| 1.   | Real Santa Cruz   | 9  | 6 | 4 | 1 | 1 | 12 | 5  | +7 |
| 1.   | Bolívar           | 9  | 6 | 4 | 1 | 1 | 13 | 10 | +3 |
| 3.   | Wilstermann       | 3  | 6 | 0 | 3 | 3 | 4  | 8  | -4 |
| 3.   | Oriente Petrolero | 3  | 6 | 1 | 1 | 4 | 5  | 11 | -6 |

### Serie B
| Pos. | Squadra       | Pt | G | V | N | P | GF | GS | DR |
| ---- | ------------- | -- | - | - | - | - | -- | -- | -- |
| 1.   | Petrolero     | 7  | 6 | 3 | 1 | 2 | 11 | 6  | +5 |
| 1.   | The Strongest | 7  | 6 | 2 | 3 | 1 | 9  | 7  | +2 |
| 3.   | Blooming      | 5  | 6 | 1 | 3 | 2 | 7  | 8  | -1 |
| 3.   | Destroyers    | 5  | 6 | 2 | 1 | 3 | 6  | 12 | -6 |

## Fase finale

### Semifinali

#### Andata
| Arbitro: | Antequera |

|                         |           |              |
| Farrel 31’ Valinoti 46’ | Marcatori | 63’ Orellana |

| Arbitro: | Ortubé |

|                        |           |              |
| Antelo 32’ Lazcano 88’ | Marcatori | 24’ Martínez |

#### Ritorno
| Arbitro: | Ortubé |

|                                    |           |  |
| Baldessari 47’, 73’ López 52’, 66’ | Marcatori |  |

| Arbitro: | Barrancos |

|                                 |           |                  |
| Arce 59’, 73’, 65’ Zambrana 72’ | Marcatori | 52’, 81’ Padilla |

### Finale

#### Andata
| Arbitro: | Ortubé |

|                                                             |           |              |
| Pérez 12’, 53’ Baldessari 46’, 70’, 73’ Armengot 69’ (aut.) | Marcatori | 59’ Reynaldo |

#### Ritorno
| Arbitro: | Antequera |

|                                           |           |           |
| Lazcano 40’ (rig.) Romero 67’ Padilla 72’ | Marcatori | 67’ Borja |

#### Spareggio
| 1986                                             | Bolívar              | 0 – 0 | Real Santa Cruz |  |
| \| \| \| \| \| – \| Tiri di rigore 5 – 4 \| – \| |                      |       |                 |  |
|                                                  |                      |       |                 |  |
| –                                                | Tiri di rigore 5 – 4 | –     |                 |  |

## Verdetti
- Bolívar campione nazionale
- Bolívar e Wilstermann in Coppa Libertadores 1986
- Wilstermann Cooperativas, Deportivo Municipal e Magisterio retrocessi
- Universitario, Litoral e Bamín Potosí promossi dalla seconda divisione.

## Classifica marcatori
| Gol |  |  | Giocatore              | Squadra           |
| --- |  |  | ---------------------- | ----------------- |
| 37  |  |  | Víctor Antelo          | Oriente Petrolero |
| 24  |  |  | Juan Carlos Sánchez    | Blooming          |
| 23  |  |  | Luis Fernando Salinas  | Bolívar           |
| 21  |  |  | Teodoro Coronel        | The Strongest     |
| 18  |  |  | Juan Lazcano Ontiveros | Real Santa Cruz   |
| 15  |  |  | Luis Ramallo           | Petrolero         |
| 13  |  |  | Luis Padilla           | Real Santa Cruz   |
| 12  |  |  | Wilson Ávila           | Oriente Petrolero |
| 12  |  |  | Horacio Baldessari     | Bolívar           |
| 12  |  |  | Silvio Rojas           | Blooming          |
| 12  |  |  | Ricardo Valinoti       | Petrolero         |